# Mehmed Hulusi
Mehmed-efendija Hulusi-paša (ev. Hulussi) (1844 Sarajevo, osmanská říše – 30. března 1907 Sarajevo, Bosna a Hercegovina) byl bosenskohercegovský novinář a úředník bosňáckého původu.

## Životopis
V rodném městě absolvoval ruždii (mekjtebi ruždija), islámskou základní školu s některými světskými předměty, a poté úřednickou školu (mekjtebi mulkjija). Tyto školy v Bosně a Hercegovině vznikly v 60. letech za vlády guvernéra, valího, Osmana-paši. Hulusi vládl několika jazyka, vedle bosenštiny byl znalý francouzštiny, osmanské turečtiny, němčiny, arabštiny a perštiny.
Dne 13. března 1861 začal pracovat jako písař vilájetské správy v Sarajevu, konkrétně finančního inspektorátu. Nato byl 1. října 1863 jmenován za oblastního (sandžackého) inspektora v Mostaru. Stejnou funkci zastával od roku 1870 v Bosenském Brodu, nicméně po několika měsících byl jmenován tajemníkem správní oddělení vilájetské správy v Sarajevu. Po sedmi měsících byl povýšen na tahrirat mudira (zástupce valího). Roku 1872 byl zvolen zástupcem ředitele správního (mektubdži) oddělení vilájetské správy, nicméně na tomto postu setrval pouze dva měsíce, jelikož byl přemístěn do Sjenice, kde se stal zástupcem oblastního náčelníka. Mezi lety 1874 a 1876 byl náčelníkem mostarské (hercegovské) oblasti, nato v letech 1876–1878 vedoucím správního oddělení vilájetské správy v Mostaru.
Po rakousko-uherském záboru Bosny a Hercegvoviny roku 1878 byl nejprve komisařem Zemské vlády pro mostarskou oblast. Dne 10. června 1879 byl jmenován chotárským (okresním) náčelníkem v Travniku, ale již 12. prosince 1880 byl uveden do úřadu okružního náčelníka, kajmekama, v Sarajevu. Roku 1882 se stal náčelníkem chotárského oddělení v Dolním Vakufu. Od 1. června 1884 působil v nově založené Zemské vakufské komisi/pověřenectvu, spravující majetek islámských nadací, vakufů, kam jej Zemská vláda jmenovala jako účetního (muhasebedžija). Roku 1893, kdy byla komise reorganizována, byl k 1. dubnu jmenován revizorem účtů (mufetiš) a roku 1905 zvolen za předsedu komise a zároveň jejího výkonného orgánu, Zemského vakufského ředitelství.
Od roku 1884 s nemalou materiální pomocí Zemské vlády redigoval list Vatan (Vlast), a to v osmanské turečtině, roku 1897 přejmenovaný na Rehber (Ukazatel). Toto periodikum vycházelo v Sarajevu až do roku 1902. S redakční činností měl zkušenost již z osmanské vlády, neboť v Mostaru redigoval list úřední Neretva (1876–1877).
Jistý čas (1897–1900) byl předsedou islámské čítárny, kiraethany, v Sarajevu, otevřené roku 1888. V letech 1896–1899 byl sarajevským zastupitelem, jmenovaným Zemskou vládou bez přičinění voličů, nato od roku 1899 až do své smrti byl náhradníkem do tohoto zastupitelstva.
Hulusi obdržel několik prestižních vyznamenání. Během rakousko-uherské okupace Bosny a Hercegoviny od sultána získal čestný titul paša, dříve určený pouze generálům, načež roku 1906 získal ještě přídomek beglerbeg rumelijský. Habsburský vladař mu udělil Řád Františka Josefa I., rytířský kříž, a Řád železné koruny III. třidy. Perský šáh mu propůjčil Řád Shir-i Churšída. Osmanský vládce mu udělil Řád osmaniye IV. třídy (císař František Josef I. mu jej povolil užívat).
Hulusi zemřel na zápal plic 30. března 1907. Hned druhého dne proběhla zádušní mše v Gazi Husrev-begově medrese a uložení těla na hřbitově Hambina carina pod horou Trebević. Nebožtík byl ženatý, ale neměl potomky.